# Вегеције
Флавије Вегеције Ренат (лат. Publius Flavius Vegetius Renatus) је римски војни писац из 4. и 5. века.

## Дело
Аутор је дела Кратак приказ војне вештине (лат. Epitoma rei militaris), познате и као О војсци (лат. De re militari) у коме, у 5 књига, излаже организацију римске војске и њену ратну вештину. У првој књизи расправља се о регрутовању, обуци и утврђивању логора, у другој говори о организацији војске (посебно легије), командовању, борбеним порецима и ратним справама, а у трећој разматра стратегију и тактику римске војске (препоручујући седам типова борбених поредака), расправља се о њеној јачини, моралу, избору бојишта, употреби коњице и организацији снабдевања, да би на крају књиге сву ратну вештину сажео у двадесетак правила (лат. Regulae bellorum generales). Четврта књига разматра проблеме утврђивања, опсадних справа, одбране и напада на тврђаве, а у петој пише о римској флоти, навигацији и поморској тактици.
Вегецијево дело је некритичка и временски неодређена компилација старијих римских писаца - Катона, Фронтина, Тарунтена и законских прописа императора Октавијана Августа, Трајана и Хадријана, те се не може утврдити на који се период односи. Вегеције пише у време почетка сеобе народа и опадања моћи Римске империје, и како нема узора у епохи којој припада - покушава да приказивањем славне прошлости римске војске подигне морал својих суграђана.

## Значај
Међутим, и поред свих слабости, Epitoma rei militaris је убрзо постало једно од најзначајнијих класичних теоријских војних студија. Средњем веку је одговарао његов догматски карактер, посебно његова општа правила ратовања. Преведено је на више европских језика и штампа међу првим књигама 15. века. Од 16. века утицај Вегеција опада, али се његовим делом служе Макијавели у 16. веку, Монтекуколи и Валхаузен у 17. веку, и Лињ, и Пијизегир у 18. веку.